# サミール・アミン
サミール・アミン（アラビア語: سمير أمين、Samir Amin, 1931年9月3日 - 2018年8月12日）は、エジプト・カイロ生まれの経済学者。国際連合大学第三世界フォーラム部会長。

## 人物
父親はエジプト人、母親はフランス人。エジプトのカイロで出生し、ポートサイドで育ち、1947年から1957年までフランス・パリで政治学、経済学、統計学を学ぶ。パリではフランス共産党に参加するが、後に距離を置くようになり、毛沢東思想やクメール・ルージュの思想などからも影響を受けた。
マルクス経済学の立場から開発途上国の「従属理論」をフランク、カルドーゾなどと相前後して提唱した。彼の理論としては、世界資本主義システムでの中心＝周縁論などが代表的である。この議論は80年代には下火になるが、イマニュエル・ウォーラーステインの世界システム論に影響を与えることになる。
2018年8月12日、フランス・パリにて死去。86歳没。

## 邦訳著書
- 『不等価交換と価値法則』（亜紀書房, 1979年）
- 『世界的規模における資本蓄積（1）世界資本蓄積論』（柘植書房, 1979年）
- 『世界的規模における資本蓄積（2）周辺資本主義構成体論』（柘植書房, 1979年）
- 『世界的規模における資本蓄積（3）中心=周辺経済関係論』（柘植書房, 1981年）
- 『帝国主義と不均等発展』（第三書館, 1981年）
- 『現代アラブ――経済と戦略』（新評論, 1981年）
- 『世界は周辺部から変る』（第三書館, 1982年）
- 『アラブ民族――その苦悶と未来』（亜紀書房, 1982年／新装版, 1991年）
- 『価値法則と史的唯物論』（亜紀書房, 1983年）
- 『マオイズムの未来』（第三書館, 1983年）
- 『不均等発展――周辺資本主義の社会構成体に関する試論』（東洋経済新報社, 1983年）
- 『階級と民族』（新評論, 1983年）
- 『開発危機――自立する思想・自立する世界』（文眞堂, 1996年）